# Roger Alier i Aixalà
Roger Alier i Aixalà   (Los Teques, 28 de juliol de 1941 - Barcelona, 29 de juny de 2023) fou un historiador i crític musical català.

## Biografia
Fou fill del psiquiatre Joaquim Alier i Gómez i de l'escriptora Maria Teresa Aixalà i Farreras. Nasqué el 1941 a la població veneçolana de Los Teques, on s'havia exiliat la seva família. Posteriorment, es traslladà amb els seus pares als Estats Units, Austràlia, Nova Guinea i l'illa de Java i el 1951, a Barcelona, on faria el batxillerat. Després va començar la carrera de Medicina i, d'amagat de la família, la de Filosofia i Lletres. Els estudis els pagava fent classes d'anglès en una escola del Poble Nou, on hi va estar durant vint anys, i en una agència de viatges on feia hores a les tardes. Feu també estudis de piano -instrument que ja havia après a casa amb la seva mare- al Conservatori de Barcelona.
Més tard estudià la carrera d'Història Moderna (1970). Investigà la figura de l'il·lustrat i fabricant setcentista Joan Pau Canals i Martí, baró de la Vallroja. Obtingué el premi extraordinari de doctorat amb la tesi Els orígens de l'òpera a Barcelona (1979), publicada posteriorment per l'Institut d'Estudis Catalans. Estudià també aspectes de la música modernista, com La Societat Coral Catalunya Nova (1972), i publicà amb Montserrat Albet una Bibliografia crítica de la "festa" o "Misteri d'Elig" (1975).
En el període 1971 – 1977 fou el responsable de la secció de música universal i catalana de la Gran Enciclopèdia Catalana, on col·laborà amb Max Cahner. Ha estat crític de la revista Serra d'Or, del diari Avui, i des del 1987 és crític d'òpera de La Vanguardia i posteriorment de El País. Des de 1979 és professor de la Universitat de Barcelona d'Història de la Música, on el 1987 guanyà la plaça de professor titular.
Dirigí (1980 – 1988) la secció de música de l'editora DAIMON, on va publicar biografies de Bach, A. Scarlatti, etc. i una col·lecció de traduccions de llibrets d'òpera amb títols de Mozart, Cimarosa, Rossini, Bellini, Donizetti, Verdi, Puccini entre d'altres. L'any 1991 fou el fundador de la revista Òpera Actual, molt arrelada en el món hispànic, la qual va dirigir fins a l'any 2000 i on continuà després com a president-fundador. També col·laborà a la revista Opera, de Londres.
Va publicar diversos llibres sobre el Gran Teatre del Liceu, una biografia detallada de Luciano Pavarotti (2005) i un ampli Diccionario de la ópera (2007), en dos volums. Va fer l'edició i l'estudi preliminar (2008) del poema satíric en català Gran Teatre del Liceu de c. 1850, manuscrit de la Biblioteca de Catalunya. També va traduir òperes al català, i promogut la representació al Teatre Principal de Barcelona (1998-1999), i al Teatre d'òpera de la Casa dels Músics (1999-2000).
Entre el 1991 i el 2004 va ser comentarista de totes les transmissions operístiques de Catalunya Música amb Marc Heilbron i la conducció de Joan Vives Bellalta.
Amb Marcel Gorgori, va protagonitzar un programa televisiu d'òpera al Canal 33 i posteriorment un programa de ràdio dedicat a les grans veus a Catalunya Música. Fins al juliol de 2016, cada dimecres a les 23 h, també amb Marcel Gorgori i a Catalunya Música, presentà els millors moments de la història del gènere al programa Històries de l'òpera.
Fou acadèmic electe de la Reial Acadèmia de Bones Lletres de Barcelona, membre del Consell Assessor del Conservatori del Liceu, president honorari de la Federació d'Associacions d'Amics de l'Òpera de Catalunya, i professor a l'Escola d'Òpera de Sabadell.
El maig de 2023, pocs mesos abans de la seva mort, el Gran Teatre del Liceu li va atorgar la Medalla d'Or per "la seva feina com a divulgador operístic i per la seva vinculació al Teatre".

### Llibres
- Bibliografia crítica de la "festa" o "Misteri d'Elig" (1975), amb Montserrat Albet[6]
- L'òpera a Catalunya (1979)[6]
- Historia del Gran Teatro del Liceo (1982 – 1983) editat per La Vanguardia.
- L'òpera a Barcelona. Orígens (…) segle XVIII (1990)
- El Gran Teatro del Liceo. Historia artística (1991) amb Francesc X. Mata.[6] Ed. Empúries.
- Història de l'òpera italiana (1992) amb Marc Heilbron i Fernando Sans Rivière. Ed. Empúries.
- Diccionario de la ópera (3 vols. amb Albert Estany, 1997 editora Robin Book).
- El Gran Teatre del Liceu (2000) publicat per Carroggio.
- Historia de la ópera (2000, Robin Book).
- La discoteca ideal de la ópera (2001) amb Marc Heilbron i Fernando Sans Rivière
- Cinc cèntims d'òpera (2002), amb Marcel Gorgori.
- Sotto voce (2003)
- Paraula d'òpera (2003), amb Marcel Gorgori.
- Qué es esto de la ópera (2004, Robin Book).
- Diccionario de la ópera (2007, Robin Book).
- El Trobador. Retrat de Josep Carreras (2007, Edicions DAU).
- Zarzuela. La (tela): La historia, los compositores, los intérpretes y los hitos del género lírico español (2011, Robin Book).

### Articles
- La societat coral "Catalunya Nova". Barcelona: 1973. D'Art, número 2, pàgines 45-70.